# Protoschwenckia mandonii
Protoschwenckia mandonii ist die einzige Art der Pflanzengattung Protoschwenckia innerhalb der Familie der Nachtschattengewächse (Solanaceae). Sie kommt in den Anden einerseits in Bolivien, andererseits auf der gegenüberliegenden Seite des Gebirges in Brasilien vor. 

## Beschreibung

### Vegetative Merkmale
Protoschwenckia mandonii sind kleine, üppig verzweigte Sträucher, die Wuchshöhen von 0,4 bis 0,8, selten auch bis 1,0 Metern erreichten. Das Indument besteht aus zwei- bis neunzelligen, nichtdrüsigen Trichomen, sowie drüsigen Trichomen mit einzelligen, zweizelligen oder vielzelligen Köpfen. Nur gelegentlich treten auch verzweigte Trichome auf. Die Kutikula der drüsigen Trichome ist glatt, die der anderen warzig. Die Zellen der Sprossrinde, des Marks und des Mesophylls besitzen keine Drusen (sternartige Kristalle), enthalten aber kleinere nadelförmige oder prismatische Kristallsandteilchen. In den Zellen des Marks sind auch Steinzellen zu finden. Die Sprossrinde besitzt eine stärkehaltige Scheide ohne Caspary-Streifen, das innere Phloem ist faserig.
Die Laubblätter sind in Blattstiel und -spreite gegliedert. Die Blattspreite ist bei einer Länge von 0,95 bis 3 Zentimetern sowie einer Breite von 0,3 bis 1,6 Zentimetern eiförmig-länglich mit herzförmiger Basis und zugespitztem oberen Ende. Die Blattstiele haben eine Länge von meist 5 bis 8 Millimetern, Extremwerte reichen von 2 bis 13 Millimeter.

### Blütenstände und Blüten
Die Blütenstände sind doldenrispig. Die Blütenstandstiele haben eine Länge von 2,5 bis 4,5 Millimetern, selten auch nur bis zu 1,3 Millimetern.
Die zwittrige Blüte ist radiärsymmetrisch und fünfzählig mit doppelter Blütenhülle. Der Kelch ist insgesamt 3,5 bis 5 Millimeter lang, die fünf Kelchzähne sind von gleicher Gestalt, einnervig, dreieckig-länglich und zugespitzt. Die Kelchröhre ist etwa 2,5- bis 3-mal länger als die Kelchzähne. Die gelbe Krone  ist röhrenförmig, 6,5 bis 9 Millimeter, selten auch bis 10 Millimeter lang, die Kronzipfel sind lang zugespitzt, nach innen gefaltet oder leicht eingerollt, vier- bis fünfmal länger als breit. Die Kronröhre ist etwas mehr als 1,5-mal länger als die Kronlappen. Die Knospendeckung ist eingefaltet valvat, neigt aber leicht zur contorten Knospendeckung.
Die Fortpflanzungsorgane der Blüte sind komplett in der Krone verdeckt. Die vier Staubblätter kommen in zwei leicht unterschiedlichen Formen vor, die sich nur durch den etwas höheren Ansatzpunkt der zwei lateralen Staubblätter unterscheiden. Die Staubfäden sind fadenartig pfriemförmig und im unteren Drittel der Kronröhre fixiert. Vom Punkt der Fixierung abwärts sind sie filzig behaart. Die Staubfäden sind etwa 1,5-mal länger als die Staubbeutel. Diese sind dorsal (rückseitig) fixiert, sind etwa 1,2 bis 1,3 Millimeter lang, die beiden Theken stehen im unteren Drittel frei voneinander. Der Pollen besitzt drei Keimfalten (tricolpat), nur in Ausnahmefällen vier Keimfalten (tetracolpat). Der Fruchtknoten besitzt viele Samenanlagen. Die Nektarien sind dick kissenförmig ausgeprägt. Der Griffel ist mit 2 mm sehr kurz und nur leicht länger als der Fruchtknoten. Die Narbe ist scheibenförmig-köpfchenförmig eingedrückt.

### Früchte und Samen
Die Kapselfrüchte sind mit einer Länge von 3 bis 5 Millimetern in etwa genauso lang oder fast genauso lang, wie der sich um die Frucht schließende Kelch sind. Sie springen scheidewandspaltig-fachspaltig auf, sind nach dem Aufspringen verkehrt-konisch und besitzen zwei gegabelte Kapselklappen. Die Früchte enthalten etwa 22 Samen. Die Samen sind bei einer Länge von fast 1 Millimeter fast nierenförmig. Die Samenoberfläche ist netzartig. Der Embryo ist leicht gebogen, die Länge der Kotyledonen entspricht einem Viertel des gesamten Embryos. Das Endosperm ist reichlich ausgeprägt.

## Vorkommen
Protoschwenckia mandonii kommt in den Departamentos La Paz und Cochabamba in den bolivianischen Anden und auf der gegenüberliegenden Seite des Gebirges im brasilianischen Mato Grosso vor.

## Systematik
Die Erstbeschreibung von Protoschwenckia mandonii erfolgte 1898 durch Hans Solereder in Berichte der Deutschen Botanischen Gesellschaft, S. 244; dabei wurde auch die Gattung Protoschwenckia Soler. aufgestellt. Der Gattungsname Protoschwenckia ehrt den holländischen Arzt und Botaniker Martin Wilhelm Schwencke (1707–1785).
Protoschwenckia mandonii ist die einzige Art der Gattung Protoschwenckia in der Unterfamilie Cestroideae innerhalb der Familie der Solanaceae.